# ربایش (فیلم ۲۰۰۶)
ربایش (به انگلیسی: Lifted) یک فیلم کوتاهِ علمی تخیلی به کارگردانی گری رایدستورم است که در سال ۲۰۰۶ توسط استودیوی پیکسار ساخته شد. این اولین فیلم کارگردانی شده توسط رایدستورم (ویرایشگر صدا) است که توسط کاترین سارافیان (تهیه کنندهٔ فیلم دلیر) تهیه شده است.
این فیلم کوتاه اولین بار در ۱۲ اکتبر ۲۰۰۶ در چهل و دومین جشنواره بین‌المللی فیلم شیکاگو، با الهام از فیلم متروپلیس منتشر شد. و در ۲۹ ژوئن ۲۰۰۷ همراه راتاتویی در رسانهٔ خانگی منتشر شد.